# Mary-folyó (Nyugat-Ausztrália)
A Mary-folyó Nyugat-Ausztrália Kimberley régiójában található. 
A folyó forrása mintegy 25 kilométernyire délre található Halls Creek városától. A Mary-folyó a Mount Angelo hegyen ered, és innen nyugati irányban folyik tovább, majd keresztülfolyik  Oollumarra Soak-on, majd a Margaret-folyóba ömlik. 
A Mary-folyónak kilenc mellékfolyója van, beleértve a Laura-folyót, a Willy Willy Creeket, a Garden Creeket, a Hangman Creeket és a Janet Creeket.
A folyót 1884-ben Harry Johnston nevezte el édesanyjáról. A folyót körülvevő vidék eredeti tulajdonosai a djaru és a konejandi népcsoport tagjai.

## Fordítás
Ez a szócikk részben vagy egészben  a   Mary River (Western Australia) című angol Wikipédia-szócikk ezen változatának fordításán alapul.  Az eredeti cikk szerkesztőit annak laptörténete sorolja fel. Ez a jelzés csupán a megfogalmazás eredetét és a szerzői jogokat jelzi, nem szolgál a cikkben szereplő információk forrásmegjelöléseként.